# George Bass (arqueòleg)
George Fletcher Bass (Columbia, Carolina del Sud, 9 de desembre de 1932 - College Station, Texas, 2 de març de 2021) va ser un arqueòleg nord-americà, considerat el «pare fundador de la arqueologia subaquàtica».

## Biografia
Un dels primers practicants de l'arqueologia subaquàtica, va codirigir la primera expedició per excavar completament un antic naufragi al cap Gelidonya el 1960, en aigües turques de la mar Mediterrània.
Durant la dècada de 1960 va excavar naufragis de l'edat del bronze, l'edat clàssica i l'època romana d'Orient. El 1964 va obtenir un doctorat en arqueologia clàssica a la Universitat de Pennsilvània, on va ser membre del professorat durant diversos anys.
El 1966, Froelich Rainey, director del Museu d'Arqueologia i Antropologia de la Universitat de Pennsilvània, va autoritzar Bass a escriure un informe sobre la controvertida incorporació per part del Museu Penn d'un conjunt d'objectes d'or que es creu que provenien del jaciment de Troia, en el que ara és Turquia. El museu havia comprat l'or a un comerciant d'antiguitats privat. Bass, que en aquell moment era conservador adjunt a la Secció Mediterrània, va escriure un informe que va influir en l'articulació del museu d'una declaració sobre ètica museística. Aquesta va ser la Declaració de Pennsilvània de 1970, que va anticipar la posterior publicació per part de la UNESCO de la Convenció de 1970 sobre les mesures per prohibir i impedir la importació, exportació i transferència il·lícites de propietat i béns culturals.
Com a innovador, Bass va adaptar les tècniques tradicionals de prospecció arqueològica terrestre al fons marí i va contribuir a avenços tecnològics clau, com ara una "cabina telefònica" submarina en què els bussejadors podien comunicar-se amb la superfície; fotogrametria 3D per cartografiar millor els jaciments; i l'ús del sonar d'escaneig lateral per localitzar naufragis. El 1964 va començar a utilitzar l'Asherah, el primer submergible de recerca americà de construcció comercial, per examinar i fotografiar naufragis.
El 1972, Bass va fundar l'Institut d'Arqueologia Nàutica (INA); va deixar la Universitat de Pennsilvània l'any següent. El 1976, l'INA va traslladar la seva seu a la Universitat de Texas A&M, on Bass es va convertir en professor i va ocupar la Càtedra George T. i Gladys H. Abell d'Arqueologia Nàutica.
Bass va ser guardonat amb la Medalla Nacional de la Ciència el 2001 per "ser pioner en la tecnologia oceànica i crear una nova branca de l'erudició, l'arqueologia nàutica, proporcionant així nous coneixements sobre les històries de l'economia, la tecnologia i l'alfabetització". El premi va ser lliurat pel president George W. Bush.
Va morir el 2 de març de 2021 en un hospital de Bryan (Texas), als 88 anys.

## Premis
- Medalla d'or del Archaeological Institute of America
- Premi Lowel Thomas del Explorers Club
- Medalla d'or La Gorze de la National Geographic Society
- Premi del centenari de la National Geographic Society
- Medalla J.C. Harrington de la Society for Historical Archaeology
- Doctorat honoris causa de la Universitat del Bòsfor de Istanbul i de la Universitat de Liverpool
- Medalla Nacional de Ciència (Estats Units) (2002)

## Llibres
- Sota els set mars: Aventures amb l'Institute of Nautical Archaeology.  Barcelona: Blume, 2006. ISBN 84-9801-131-0.

- Shipwrecks in the Bodrum Museum of Underwater Archaeology.  Bodrum: Museum of Underwater Archaeology, 1996. ISBN 975-17-1605-5.

- Tesori in fons al mare.  Milà: Bonzogno, 1981.

- Archaeology Beneath the Sea.  Nova York: Walker, 1975. ISBN 0-8027-0477-8.

- Navi e Civiltà : Archeologia Marina.  Milà: Fabri, 1974.

- A History of Seafaring Based on Underwater Archaeology.  Nova York: Walker, 1972. ISBN 0-8027-0390-9.

- Cape Gelidonya: a Bronze Age Shipwreck.  Filadèlfia: American Philosophical Society, 1967.